# Lingua drèents
Il Drèents (localmente: Dreins, Dreints, Drents, Drints; in olandese: Drents) è un gruppo di dialetti del basso sassone parlati nel nord-est dei Paesi Bassi, precisamente nella provincia della Drenthe e parte della provincia dell'Overijssel.

## Storia

### Dizionari del Drèents
L'idea della creazione di dizionari del Drèents maturò soltanto nel XIX secolo.
Un elenco di parole nelle diverse varianti di questa lingua comparve nei Drentsche Volksalmanakken (1839-1840) e fu redatto da Cornelis Pothoff, Gerardus Benthem Reddingius e Petrus Hofstede Crull.
Nel 1906 fu invece pubblicato un dizionario che comprendeva parole del Drèents, curato da Jan Bergsma.
Nel 1979 fu invece pubblicato il Drents Woordenboek curato da Henk Hadderingh e Bart Veenstra.

### Salvaguardia del Drèents
Negli anni settanta del XX secolo, la salvaguardia e conservazione del Drèents fu garantita soprattutto grazie ad una serie televisiva girata in questa lingua, Bartje.

## Diffusione
Si calcola che circa il 50-60% della popolazione della Drenthe parli in Drèents.

## Suddivisione
Il Drèents si suddivide in tre varianti principali, il Noord-Drèents ("Drèents settentrionale") il Midden-Drèents ("Drèenst centrale") e il Zuud-Drèents ("Drèents meridionale"):
- Noordenvelds o Noord-Drènts
- Veenkoloniaals (parlato a  Veendam e dintorni)
- Midden-Drèents:
- Zuud-Drèents (Drèents meridionale):
  - Zaand-Drèents (parlato a Coevorden e dintorni)
  - Zuudoost-Drèents (Drènts sud-occidentale; ; parlato ad Emmen e dintorni)
  - Zuudwest-Noord-Drèents (Drèents sud-occidentale e settentrionale; parlato a Westerveld e dintorni)
  - Zuudwest-Zuud-Drèents (Drèents sud-occidentale e meridionale; parlato a Meppel e dintorni)

## Esempi di lingua

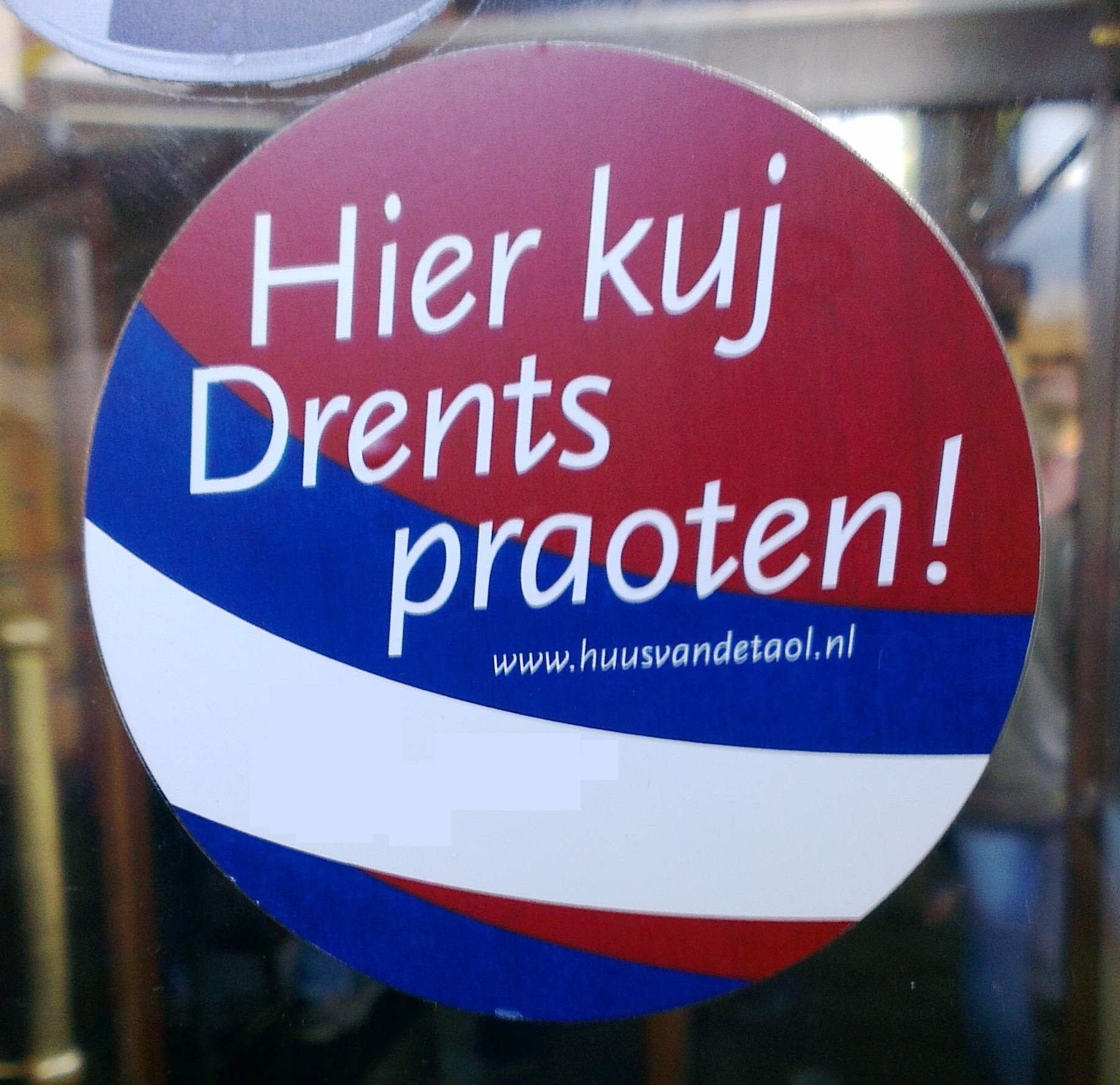
Insegna scritta in Drèents

### Parole di uso comune
| Drèents | Olandese | Significato in italiano |
| ------- | -------- | ----------------------- |
| dizze   | deze     | "questo"                |
| grus    | gras     | "erba"                  |
| gustern | gisteren | "ieri"                  |
| hoar    | haar     | "suo"                   |
| ies     | ijs      | "ghiaccio"              |
| kieken  | kijken   | "guardare"              |
| koej    | koe      | "mucca"                 |
| stee    | huis     | "casa"                  |
| stoete  | brood    | "pane"                  |
| uut     | uit      | "da"                    |
| ziepe   | zeep     | "sapone"                |

### Proverbi in Drèents
- Een dreuge mèert en natte april, dat is de boer zien will[3] = "Un marzo asciutto e un aprile bagnato, è ciò che il contadino vuol vedere"
- Hej eind november hagel en snei, dan is december nabij = "Fine novembre con grandine e neve, allora dicembre è vicino"[3]